# Von Rantzau & Co. Handels- und Beteiligungsgesellschaft

Das Logo der Deutschen Afrika-Linien

Das Logo von John T. Essberger

Die von Rantzau & Co. Handels- und Beteiligungsgesellschaft GmbH & Co. KG ist die Führungsgesellschaft und höchste Konsolidierungsebene der Reedereigruppe DAL Deutsche Afrika-Linien / John T. Essberger (DAL/JTE), deren Wurzeln bis ins Jahr 1924 reichen.

## Reedereibeschreibung
Die DAL/JTE-Gruppe ist Schiffseigner und betreibt mehrere Reedereien und damit zusammenhängende Schifffahrtsdienstleistungen. Insgesamt werden weltweit rund 1200 bis 1300 Mitarbeiter beschäftigt, die einen Jahresumsatz von etwa 350 Millionen US-Dollar erwirtschaften. Das Familienunternehmen wird in der dritten Generation der Familien Essberger und von Rantzau geführt. Der Unternehmenssitz an der Palmaille in Hamburg-Altona liegt an der Elbe und besteht aus einem Palais aus dem 18. Jahrhundert sowie mehreren modernen Gebäuden.
In der Hauptsache besteht das Unternehmen aus den folgenden drei Teilen:
- Die Linienreederei Deutsche Afrika-Linien betrieb bis Sommer 2022 Container- und Stückgutdienste von Europa zu den Kanarischen Inseln, Ost- und Südafrika und Häfen im Indischen Ozean.
- Unter dem Namen Essberger Tankers werden Gas- und Chemikalientanker betrieben.
- Der Unternehmensteil John T. Essberger besitzt und betreibt Container- und Massengutschiffe.

Darüber hinaus führt die Gruppe Bemannung und Befrachtung der Flotte durch, bietet Logistikdienstleistungen, Versicherungen und mit dem gruppeneigenen Hammonia Reisebüro auch Reisen an.

## Geschichte

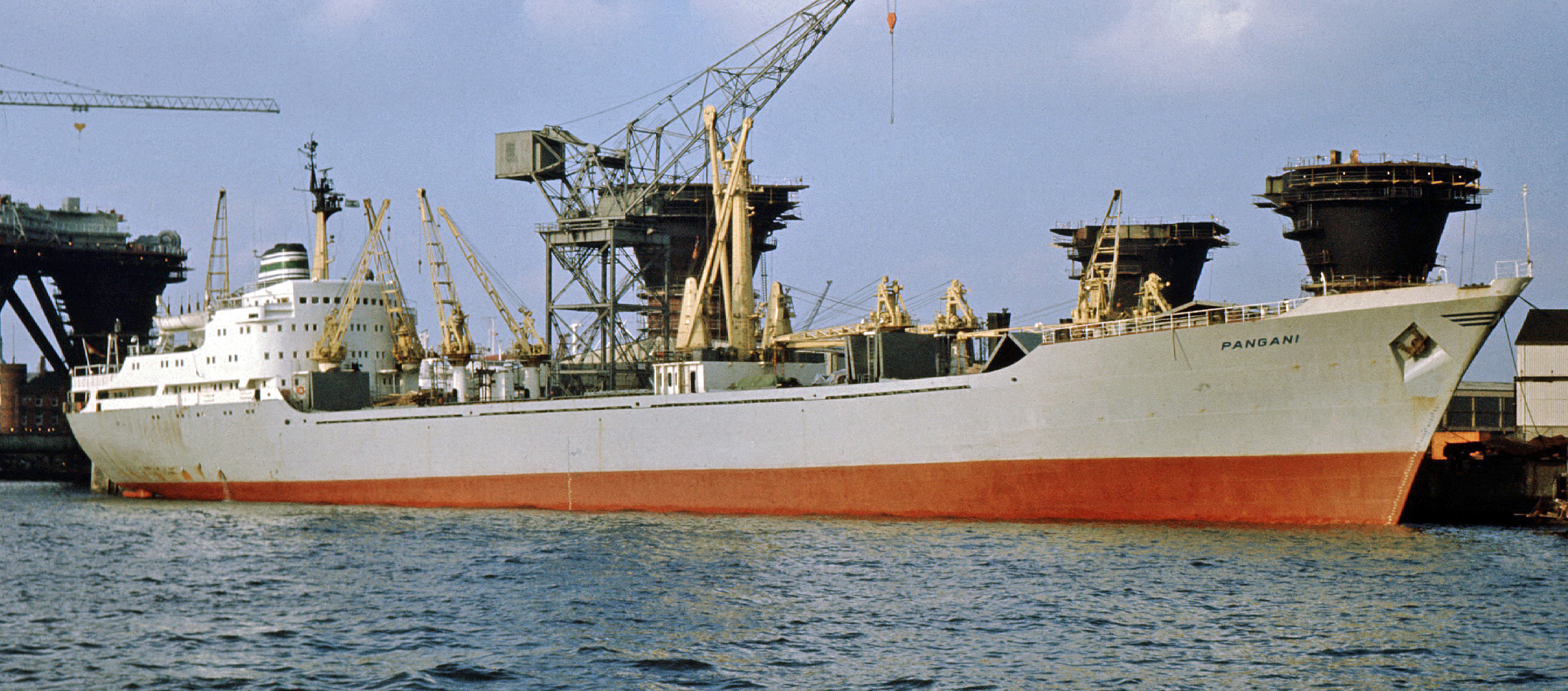
Pangani 1975 in Farben der Woermann-Linie

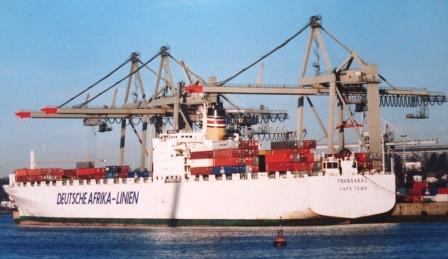
Das Containerschiff Transvaal

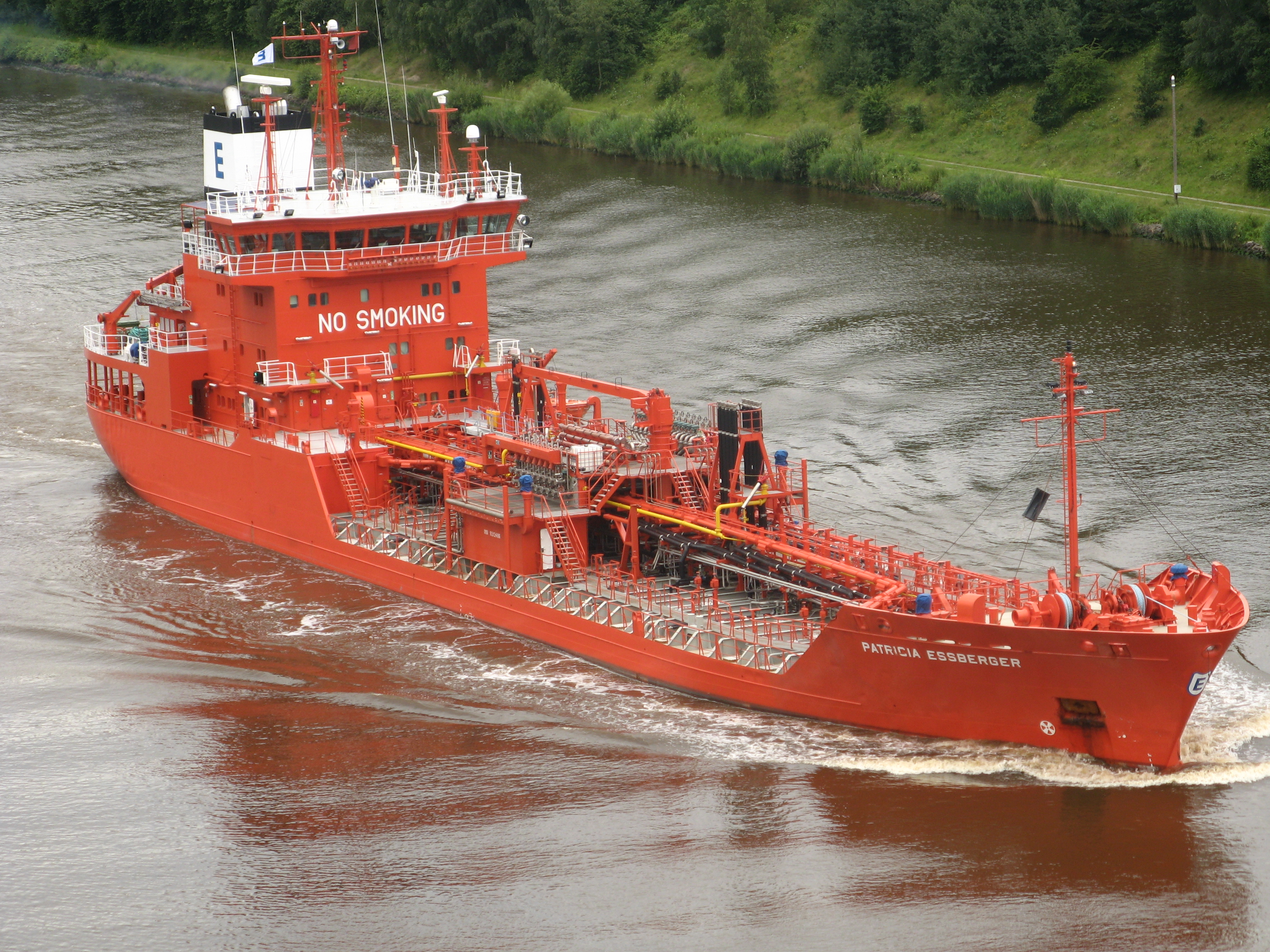
Der Chemikalientanker Patricia Essberger

### John T. Essberger
Der Reedereibetrieb geht auf den gebürtigen Briten John Theodor Essberger (1886–1959) zurück. Dieser hatte sich 1906 einbürgern lassen und führte im Ersten Weltkrieg Torpedoboote der Kaiserlichen Marine. Im Jahre 1924 gründete er in Hamburg die Atlantik-Tank-Rhederei GmbH, die 1936 in die Einzelfirma John T. Essberger umgewandelt wurde. Essberger machte sich bald einen guten Namen als Tankschiffsreeder und führte eine Reihe von Neuheiten beim Entwurf und Bau von Tankschiffen ein. Er wurde zum größten deutschen Privatreeder und zum Vorsitzenden des Verbandes Deutscher Reeder. In der Zeit des Nationalsozialismus wurde er zum „Führer der deutschen Seeschifffahrt“ ernannt.

### Deutsche Afrika-Linien
1942 übernahm Essberger die 1885 gegründete Woermann-Linie und die 1890 gegründete Deutsche Ost-Afrika Linie mit ihren Linienrechten für Afrika vom Zigarettenfabrikanten Philipp Fürchtegott Reemtsma. Dieser hatte die Aktien der beiden Unternehmen erst 1941 erworben, gab sie aber kurz darauf an Essberger weiter. Nach dem Ende des Zweiten Weltkriegs führte dieser die Deutsche Ost-Afrika Linie als Deutsche Afrika Linien weiter, die Woermann-Linie gab er auf.

### Nachkriegszeit
Nach Kriegsende waren die Schiffe der Essberger-Flotte verlorengegangen, bzw. wurden enteignet. Essberger begann erneut mit dem Aufbau einer neuen Flotte und stieg erneut, wie schon zwischen den Weltkriegen, zum größten deutschen Privatreeder auf. Nach seinem Tod im Jahr 1959 wurde das Unternehmen von seiner Tochter Liselotte von Rantzau-Essberger weitergeführt. Es gelang ihr, sowohl die Afrikadienste als auch die Tankfahrt stark auszuweiten. Dies führte das Unternehmen in eine existenzgefährdende Lage, da man kurz vor der Ölkrise von 1973 zwei Großtanker bestellt hatte. Die neuen Schiffe wurden 1975 in der Geltinger Bucht aufgelegt und später mit großem Verlust verkauft.

### Dritte Führungsgeneration
In den 1980er Jahren übernahmen Liselotte von Rantzau-Essbergers Söhne, Eberhart von Rantzau und Heinrich von Rantzau, die Führung. Sie gingen mit der DAL Linienallianzen, wie dem South Africa Europe Container Service (SAECS) oder von 1997 bis 2008 dem SAFDAL, ein und weiteten das Tankergeschäft auf den Chemikalientransport aus. Seitdem wurde die Flotte langsam aber stetig erweitert.
Heute umfasst die Flotte von DAL/John T. Essberger 34 Trockenfrachter und Tanker. Bei der türkischen Werft Eregli Gemi in Istanbul hatte die Reederei zuletzt nach längerer Neubaupause vier jeweils 20 Millionen Euro teure und 123 Meter lange Chemikalientanker bestellt. Die Caroline Essberger, das erste der Schiffe, wurde im Juni 2009 nicht fristgerecht und mit Qualitätsmängeln übernommen und in Rotterdam nachgebessert und fertiggestellt. Die drei Schwesterschiffe konnte die Reederei zunächst stornieren, übernahm sie aber später doch.
Im März 2022 vereinbarten Hapag-Lloyd und die Deutschen Afrika-Linien einen Vertrag zur Übernahme des Container-Liniengeschäfts der DAL, der im Juni 2022 abgeschlossen wurde.